# Vođe Sovjetskog Saveza
Ovo je kronološki poredak svih vođa SSSR-a i njihovih funkcija za vrijeme vladavine. Za vladare Rusije prije ili poslije razdoblja SSSR-a vidi Popis ruskih vladara.